# Louise Hegermann-Lindencrone
Mette Louise Christiane Frederikke Hegermann-Lindencrone, født Lindencrone (4. december 1778 på Gjorslev – 18. juni 1853 i København) var en dansk forfatterinde, mor til Cai Ditlev Hegermann-Lindencrone.

Forældrene var Johan Frederik de Lindencrone og Bolette Marie født Harboe, en datter af biskop Ludvig Harboe. Sammen med en yngre søster, der tidlig døde, voksede hun i stilhed op hos sine fintdannede forældre, der besad og beboede herregården Gjorslev ved Store Heddinge. Der foreligger vidnesbyrd i vers om den dybe sympati, der bandt hende og forældrene sammen. På sin fædrenegård har hun i sin barndom lært at kende den djærve, elskværdige og ridderlige Johan Hendrik Hegermann, som for sin fornøjelses skyld lå på opmålinger i egnen; efter at Gjorslev i 1791 var blevet solgt, fortsattes bekendtskabet, og 26. maj 1797 holdt de bryllup. I 1817 arvede hun ved sin faders død det fideikommis, der repræsenterede salgsindtægten af Gjorslev (200.000 Rigsdaler), og året efter adledes hendes mand under navnet Hegermann-Lindencrone. I deres første ægteskabsår erhvervede de sig ejendommen Rolighed ved Københavns Kalkbrænderi, og dels her, dels i hovedstaden førte de til hans død et yderst lykkeligt samliv, fuldt af ånd og elskværdighed, som drog inden for sin rækkevidde en lille udvalgt kreds, af hvis medlemmer kunne nævnes Adam Oehlenschläger, J.P. Mynster, Heinrich Steffens, F.C. Sibbern, B.S. Ingemann, M.F. Liebenberg, Andreas Saint-Aubain, Peder Hjort, Rudolph Bay, Abrahams og endelig "Yndlingen paa Rolighed", A.S. Ørsted. – Oehlenschläger siger om hende, at hun måske var den mest poetiske sjæl, Danmark har ejet, og Mynster udtaler, at han i hende har fundet et af de ædleste, fortræffeligste væsener, han har kendt; han kalder hende åndrig, af et dybt poetisk gemyt. P. Hjort berømmer hende for den harmoniske sammensmeltning mellem ånd og hjerte, forstand og fantasi, ungdom og aldersår, der karakteriserede hende. 
| „ | Hendes Kjærligheds Væld blev uudtømmeligt, hendes Sjæl så ubesmittelig, som man næppe kunne forestille sig. Derfor kunne hun se så skarpt, dømme så genialt, drømme så skønt, spøge så yndig naivt, tro så troskyldigt og tage så elskværdigen fejl. | “ |

 Af vækst var hun middelhøj, rank og spinkel.
Som forfatterinde følte hun decideret en oehlenschlägersk ånd i sig, og det er ganske fejlagtigt, når det tidligere er sagt, at hun tilhørte den heibergske kreds. Hun udgav to dramaer: Eleonora Christina Ulfeldt (1817) og Troubadouren (1820), Danske Fortællinger (1825, 2. udgave 1862) og en stor del digte i forskellige nytårsgaver og tidsskrifter; desuden har hun efterladt sig mange utrykte digte, et par fortællinger, flere dramaer og en skildring af sin i Treårskrigen 1848 faldne søn Frederiks (Fritz’) Liv. Selvstændigst og smukkest brød hun sig vej i novellen, hvor hun viser evne til at opfinde på en god og naturlig måde. Hun må dog helst have noget historisk at knytte sin fantasi til, for at den skal kunne skildre levende og pålidelig, og hun studerede altid samvittighedsfuldt historiens kilder og enkeltheder. Stedse røber hun megen smag og fin ånd, men mangler evnen til den dybeste psykologiske udvikling. med hensyn til komposition ligner hendes fortællinger vel meget hverandre, men drage dog hver gang på ny ved ynde og sandhed. Når hun har kaldt dem danske, skal denne benævnelse efter hendes eget udsagn tilkendegive "det Sindelag, den lokale Kjærlighed, som her har ledet Fantasien". Flere af hendes frembringelser er oversatte til tysk og engelsk. Efter at hun i 1849 var blevet enke, trak hun sig tilbage fra Rolighed til en københavnsk bolig, hvor hun døde 18. juni 1853.

## Ekstern henvisning
- Louise Hegermann-Lindencrone i Dansk Kvindebiografisk Leksikon på Lex.dk, tidl. Kvinfo.dk
- Louise Hegermann-Lindencrone på Dansk Forfatterleksikon